# Přístupová síť
Přístupová síť je telekomunikační síť, která zajišťuje připojení účastníků k poskytovateli telekomunikačních služeb. V mobilních sítích je realizována jako rádiová přístupová síť. V tradiční veřejné telefonní síti jako účastnická vedení připojená do místní telefonní ústředny; při větší vzdálenosti se používají koncentrátory; pro rychlé přenosy dat musí být účastnické vedení na straně poskytovatele osazeno zařízením nazývaným Digital Subscriber Line Access Multiplexer (DSLAM).
Ostatní služby zajišťuje jádro sítě, které se u starších mobilních sítí rozděluje na síťový spojovací subsystém, který zajišťuje propojování a účtování hovorů, a jádro sítě GPRS, které zajišťuje přenos dat.